# Wat Doi Mae Pang
 (avril 2018).
Si vous disposez d'ouvrages ou d'articles de référence ou si vous connaissez des sites web de qualité traitant du thème abordé ici, merci de compléter l'article en donnant les références utiles à sa vérifiabilité et en les liant à la section « Notes et références ».
Wat Doi Mae Pang (thaï : วัดดอยแม่ปั๋ง) est un temple bouddhiste (wat) dans le district de Phrao, province de Chiang Mai, dans le nord de la Thaïlande. Il est à environ 75 kilomètres de la ville de Chiang Mai, sur la route 1001 en direction du district de Phrao.
Les légendes locales disent que la route 1001 a été construite grâce à Luang Pu Waen Suciṇṇo (en thaï : หลวงปู่แหวน สุจิณโณ ; Luang Por Waen Sujinno). La légende raconte que ce moine de la forêt méditait et flottait à des centaines de pieds dans les airs. Il a été vu par le Roi (certains disent un pilote de l'armée de l'air royale thaïlandaise, pas le Roi) depuis son hélicoptère et le Roi était tellement étonné qu’il a réalisé qu’une route devait être construite à cet endroit saint (Phrao). Les habitants ont des variations de ce conte, mais tous les touristes dans la région entendront cela comme la raison de la construction de la route 1001.
Le Wat Doi Mae Pang a une grande renommée car il fut la demeure de Luang Pu Waen Sucinno de 1962 jusqu'à sa mort en 1985, moine célèbre et vénéré. Beaucoup de bâtiments sont en bois, y compris la salle de réunion et de prière ((thaï : วิหาร ; wihan du sanskrit  vihara) et une cellule d’ermite (thaï: กุฏิ ; kuti) appelée Rong Yang Giled ou Rong Fai. Les reliques de Luang Pu Waen Succino  incluent sa cabane d’habitation, une photo dans le pavillon qui le montre en train de méditer et un musée en forme de carré en pointe avec ses cendres ainsi qu'une statue de cire du moine et ses effets personnels.